# Peder Dalby
Peder Thomas Dalby (født 1962) er en tidligere dansk atlet. Han var medlem af AGF.
Dalby satte sin første danske rekord i trespring som 19-årig, 28. april 1981, da han på Århus Stadion slog Hans Jørgen Bøtker og John Andersens rekord med 10cm til 15,30 og en måned efter til 15,47. Under 13 dage i august samme år mistede han rekorden til klubkammeraten og fætteren Henry Knudsen, som forbedrede rekorden via 15,64 til 15,74, inden Dalby lagde yderligere to cm til rekorden med et spring på 15,76 ved DM på Østerbro Stadion 15. august. Året efter 1982 forbedrede han sin rekord via 15,92 og 16,05 til 16,18. En rekord som stod i næsten 23 år, frem til 2005, da Anders Møller sprang 16,29.
Dalby har sprunget 7,69 i længdespring.
Dalby er siden 1989 ansat som lektor på Aarhus Katedralskole.

## Internationale ungdomsmesterskaber
- 1981 JEM Trespring 10.plads 14,98

## Danske mesterskaber
- Guld 1991 Trespring 15,66
- Guld 1990 Trespring 15,47
- Bronze 1988 Længdespring 6,97
- Guld 1982 Længdespring-inde 7,67
- Guld 1982 Trespring-inde 15,81
- Guld 1981 Længdespring 7,42
- Guld 1981 Trespring 15,76
- Guld 1981 Trespring inde 15,12
- Bronze 1979 Trespring 14,69

## Danske rekorder
Seniorrekorder 
- Trespring 16,18 5. august 1982 Østerbro Stadion
- Trespring-inde 15,67

U23-rekorder
- Trespring 16,18 5. august 1982 Østerbro Stadion

Juniorrekorder
- Trespring 15,76 15. august 1981 Østerbro Stadion